# ایزه‌کورت-لو-او
ایزه‌کورت-لو-او (به فرانسوی: Aizecourt-le-Haut) یک کمون و dwelling place در فرانسه است که در Canton of Péronne واقع شده‌است.

## خصوصیات
ایزه‌کورت-لو-او ۳٫۶۵ کیلومترمربع مساحت و ۹۵ نفر جمعیت دارد و ۱۲۰ متر بالاتر از سطح دریا واقع شده‌است.